# Il bastardo prussiano
Il bastardo prussiano (The Prussian Cur) è un film muto di propaganda anti-prussiana del 1918 diretto da R.A. Walsh (Raoul Walsh). Oggi considerato un film perduto, è noto per aver messo in scena la triste leggenda nera del Soldato crocifisso. 

## Trama
Prima che le relazioni diplomatiche tra Stati Uniti e Germania venissero interrotte a causa della guerra, il conte Johann von Bernstorff mise in piedi un'intricata rete di spie tedesche che operavano negli Stati Uniti sotto il comando di Otto Goltz e del suo collaboratore, Wolff von Eidel. Le loro attività consistevano in opere di sabotaggio, esplosioni di fabbriche e disastri ferroviari o legati al sistema dei trasporti. Il quartiere generale delle spie si trovava in una grande città industriale; la moglie di Otto, l'americana Lillian O'Grady, è trattata tanto brutalmente dal marito che i suoi maltrattamenti ne provocano la morte. Dick Gregory, un giovane soldato innamorato di Rosie, la sorella di Lillian, la vendicherà uccidendo Otto. Von Eidel viene arrestato ma un gruppo di simpatizzati dei tedeschi cercherà di liberarlo. I loro piani verranno ostacolati dall'intervento dei vigilanti patriottici che assaltano la prigione, uccidono la spia e catturano gli americani traditori. Alla fine le forze statunitensi raggiungono la Francia, mettendo sotto scacco quelle del Kaiser.

## Produzione
Il film fu prodotto dalla Fox Film Corporation.
Uno degli interpreti, il capitano Horst von der Goltz era una spia che aveva operato negli Stati Uniti, in Messico e in Canada.
Il film è stato girato a Fort Lee, nel New Jersey , dove la Fox e molti altri primi studi cinematografici della prima industria cinematografica americana avevano sede all'inizio del XX secolo. 
Il regista Raoul Walsh , lo ha definito il suo "film più marcio di sempre" per il suo smaccato sentimento anti-tedesco, mentre la sua star Miriam Cooper (moglie di Walsh) lo ha definito "il peggior film in cui fosse mai apparsa".

## Distribuzione
Il copyright del film, richiesto da William Fox, fu registrato il 1º settembre 1918 con il numero LP12795.
Distribuito dalla Fox Film Corporation e presentato da William Fox, il film uscì nelle sale cinematografiche statunitensi il 1º settembre 1918.
Come molti film americani dell'epoca, The Prussian Cur era soggetto a tagli da parte delle commissioni di censura cinematografica cittadine e statali . Ad esempio, il Chicago Board of Censors ha richiesto tagli, nel peimo rullo, della didascalia "Uccidete gli uomini e salvate le donne per voi stessi" e, nell'ottavo rullo, di un soldato tedesco che si toglie il cappotto in una camera da letto.